# Thaumalea
Thaumalea är ett släkte av tvåvingar. Thaumalea ingår i familjen mätarmyggor.

## Dottertaxa tillThaumalea, i alfabetisk ordning[1][2]
- Thaumalea alpina
- Thaumalea alticola
- Thaumalea angelieri
- Thaumalea anolo
- Thaumalea aperta
- Thaumalea appendiculata
- Thaumalea austriaca
- Thaumalea baltasardi
- Thaumalea baminana
- Thaumalea becca
- Thaumalea bernardi
- Thaumalea bezzii
- Thaumalea bosnica
- Thaumalea botosaneanui
- Thaumalea brevidens
- Thaumalea brincki
- Thaumalea brothersi
- Thaumalea buckae
- Thaumalea carinthica
- Thaumalea caudata
- Thaumalea cebennica
- Thaumalea chandlerorum
- Thaumalea chiosica
- Thaumalea choisica
- Thaumalea coloradensis
- Thaumalea confracta
- Thaumalea corsica
- Thaumalea curtior
- Thaumalea decussiferens
- Thaumalea dentata
- Thaumalea digitata
- Thaumalea dinarica
- Thaumalea dirghakantaka
- Thaumalea divaricata
- Thaumalea edwardsi
- Thaumalea elnora
- Thaumalea ericfisheri
- Thaumalea falciformis
- Thaumalea freyi
- Thaumalea furva
- Thaumalea fusca
- Thaumalea galibierensis
- Thaumalea gerecki
- Thaumalea gillespieae
- Thaumalea gredosensis
- Thaumalea heterodoxa
- Thaumalea himalayana
- Thaumalea horvati
- Thaumalea idahoensis
- Thaumalea ikariae
- Thaumalea inflata
- Thaumalea intermedia
- Thaumalea karakoramica
- Thaumalea kykladica
- Thaumalea lesbica
- Thaumalea libanica
- Thaumalea lindsayorum
- Thaumalea macedonica
- Thaumalea major
- Thaumalea malickyi
- Thaumalea martinovskyi
- Thaumalea melanderi
- Thaumalea miki
- Thaumalea minuta
- Thaumalea mixta
- Thaumalea nanarupa
- Thaumalea nigronitida
- Thaumalea pachystyla
- Thaumalea palouse
- Thaumalea popovi
- Thaumalea provincialis
- Thaumalea pulla
- Thaumalea pyrenaica
- Thaumalea remota
- Thaumalea restonica
- Thaumalea rivosecchii
- Thaumalea rumanica
- Thaumalea sandaliae
- Thaumalea santaclaraensis
- Thaumalea schmidi
- Thaumalea schmidiana
- Thaumalea seguyi
- Thaumalea serbica
- Thaumalea serrata
- Thaumalea similis
- Thaumalea sonorensis
- Thaumalea spinata
- Thaumalea stelviana
- Thaumalea subafricana
- Thaumalea suborientalis
- Thaumalea suzonae
- Thaumalea tatrica
- Thaumalea tchakrarupa
- Thaumalea tchaturskona
- Thaumalea testacea
- Thaumalea thalhammeri
- Thaumalea thomasi
- Thaumalea thornburghae
- Thaumalea tiriaschi
- Thaumalea tiriasdanta
- Thaumalea toscanica
- Thaumalea tridanta
- Thaumalea tridhata
- Thaumalea truncata
- Thaumalea urdhvakantaka
- Thaumalea waha
- Thaumalea vaillanti
- Thaumalea vakrakantaka
- Thaumalea valdesia
- Thaumalea vartula
- Thaumalea veletensis
- Thaumalea verralli
- Thaumalea zelmae
- Thaumalea zernyi
- Thaumalea zhejiangana
- Thaumalea zwicki